# پیامدهای جنگ داخلی لیبی (۲۰۱۱)

نشان شورای ملی انتقالی

پیامدهای جنگ داخلی لیبی (۲۰۱۱) شامل تغییر در نظم اجتماعی و سیاسی لیبی در پی سرنگونی و کشتن معمر قذافی است. این کشور دچار گسترش سلاح، آشوب‌های اسلام‌گرایانه، خشونت فرقه‌ای، بی قانونی و گسترش این مسائل به کشورهای همسایه از جمله مالی بوده است.
پس از این که شورای ملی انتقالی لیبی، این کشور را آزادشده اعلام کرد، شروع به تشکیل دولت جدید، آماده‌سازی برای برگزاری انتخابات و محاکمه مسئولان سابق قذافی شد. در فقدان یک ارتش منظم، شبه نظامیان مسلح شورشی سابق همچنان در گوشه و کنار کشور به ایفای نقش «پاسداری از انقلاب» ادامه دادند و گزارش‌هایی از منازعات پراکنده بین گروه‌های شبه نظامی شورشی رقیب گزارش شد. سازمان‌های بین‌المللی در خصوص اشاعهٔ سلاح‌ها در منطقه و ریسک افتادن آن به دست اسلامگرایان شبه نظامی ابراز نگرانی کردند.
انتخابات در ژوئیه ۲۰۱۲ برگزار شد و یک کنگره ملی تشکیل شد که یک ماه بعد قدرت را در دست گرفت. این کنگره در نوامبر ۲۰۱۲ منحل شد و علی زیدان به عنوان نخست‌وزیر سوگند خورد. با بالا گرفتن منازعات در کشور، زیدان در مارس ۲۰۱۴ از سوی کنگره ملی برکنار شد. در ۴ اوت ۲۰۱۴، شورای نمایندگان جایگزین کنگره ملی شد ولی در ۲۵ اوت ۲۰۱۴، برخی از اعضای کنگره ملی سابق به‌طور یکجانبه جمع شدند و گفتند عمر الحاسی را به عنوان نخست‌وزیر برگزیده‌اند و در عمل کشور دارای دو دولت رقیب شد: یکی از سوی شورای نمایندگان در طبرق و دیگری از سوی مدعیان کنگره ملی در طرابلس.

## امنیت

### بی قانونی در دورهٔ دولت موقف

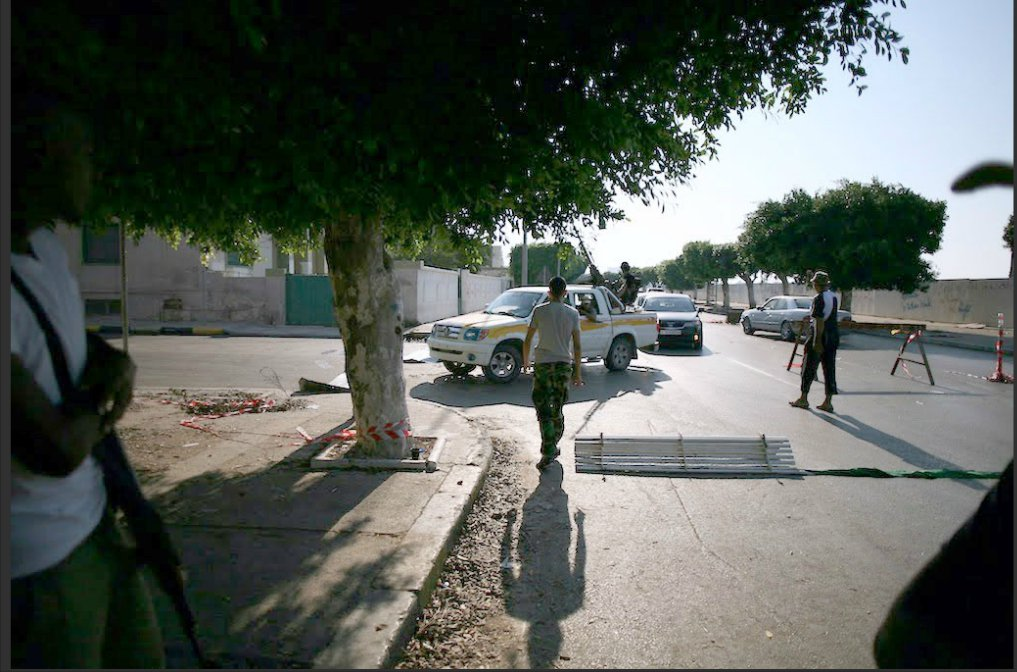
یک ایست بازرسی شورشیان در طرابلس

حین جنگ داخلی، گردان‌های داوطلبان مسلح در سراسر کشور پراکنده بود که به شوراهای محلی نظامی، که به‌طور دو فاکتو دولت‌های محلی شدند، پاسخگو بودند. رهبران غیرنظامی گفتند که پس از اعلان آزادسازی کشور، شبه نظامیان جایگاه خود را «پاسدار انقلاب» دیدند.
گزارش‌هایی در خصوص ستیزه‌های پراکنده، قتل‌های چریکی گزارش شده است. ساکنان غیرنظامی گزارش‌هایی در خصوص غارت و دزدی از سوی مردان مسلح داده‌اند. در دسامبر ۲۰۱۱ گروهی از مردان مسلح در روز روشن دادستان کلی لیبی را از اتومبیلش در طرابلس بیرون کشیدند و تهدید کردند او را در صورتی که یکی از دوستانشان که به ظن قتل دستگیر شده بود آزاد نشوند می‌کشند.
شورای ملی انتقالی که در ابتدا موافق حضور شرکت‌های امنیتی خصوصی خارجی در لیبی نبود، به مزدوران غربی اجازه داد وارد کشور شده و خلأ امنیتی در کشور را پر کنند. تمرکز اصلی پیمانکاران امنیتی پایگاه‌های صنعت نفت بود.
در ۱۱ سپتامبر ۲۰۱۲، ۴ آمریکایی از جمله سفیر آمریکا در لیبی در حمله ۲۰۱۲ بنغازی کشته شدند.

### حبس‌های غیرقانونی
صدها متهم به هواداری از قذافی، اغلب صرفاً بر پایهٔ شایعه و تهمت، از سوی گردان‌های انقلابی دستگیر شده‌اند. بنا بر گزارشی از دبیرکل سازمان ملل متحد، تا ۷٬۰۰۰ نفر، از جمله زنان و کودکان در زندان‌های خصوصی خارج از کنترل شورای انتقالی بوده‌اند «بدون دسترسی به رویه قضایی در فقدان پلیس و دستگاه قضایی فعال.» بسیاری از این زندانیان دچار شکنجه و سوءاستفاده قرار می‌گیرند، زندانیان زن در فقدان نگهبانان زن در نظارت نگهبانان مرد قرار دارند و کودکان در کنار بزرگسالان نگهداری می‌شوند. بسیاری از زندانیان از اهالی آفریقای سیاه هستند، که متهم یا مشکوک به مزدور قذافی بودن هستند و برخی از افراد «تنها به دلیل رنگ پوستشان» هدف قرار می‌گیرند.